# Румен Ралчев
Румен Нейчев Ралчев е български бизнесмен и политик от Гражданското обединение за реална демокрация (ГОРД), масон.

## Биография
О. р. генерал-майор Румен Ралчев е роден на 30 януари 1952 г. в София. Завършва 112-о основно училище в столицата. След това завършва Средно политехническо училище през 1971. Член на ДКМС от 1967 г. Военната си служба отбива в поделението в Мусачево, откъдето е изпратен в Народната школа за запасни офицери, която завършва с отличен успех през 1972 г. Произведен е в чин старши школник и назначен за командир на взвод в поделението в Мусачево. За високи постижения на взвода си е повишен в чин младши лейтенант. По време на военната си служба тренира борба. От казармата излиза с военна специалност парашутист-разузнавач. Между 1976 и 1977 г. изучава 5 месечен курс за подготовка на ОР-агентуристи в Академията на МВР. В периода 15 септември 1978-октомври 1983 г. завършва задочно „Управление на обществения ред и сигурност в НР България“ в Академията на МВР. Завършил е право в Софийския университет и УНСС. На 29 март 1974 г. е назначен като разузнавач III степен в отделение „Лична охрана“ (охраната на ЦК на БКП). От 1 септември 1976 г. е повишен в звание лейтенант, а от 1 септември 1979 г. в старши лейтенант. От 4 май 1978 г. е преназначен като разузнавач II степен. От 28 април 1981 до 3 март 1982 г. е старши разузнавач, а след това до 20 юли 1984 г. е заместник-началник на отделение в Управлението за безопасност и охрана. От 20 юли 1984 г. е главен инспектор. Бил е треньор по джуджо, тренира борба и самбо.
През целия си живот е служил в службите за сигурност. Бил е началник на охраната на Тодор Живков, Петър Младенов и на Желю Желев. Служил е в Управлението за безопасност и охрана (УБО), а след 1989 г. – в Националната служба за охрана (НСО). През 1986 г. напада сержант от народната милиция, който се опитва да отбие колата му от околовръстното на град София поради минаване на кортежа на Тодор Живков, за което през 1987 г. му е отказано преназначаване в Софийското градско управление на МВР. Напуска системата, преди да се пенсионира. От 1991 г. се занимава с частен бизнес. При първото си завръщане в България през 1996 г. Симеон Сакскобургготски избира неговата фирма „Балкан секюрити груп“ да го охранява.
Член-учредител е на Гражданското обединение за реална демокрация.
Ралчев е Велик приор на Велик приорат – България, и член на Магистралния съвет на Ордена на тамплиерите. Масон от 1991 година. Достигнал е най-високата – 33-та степен на Стария и приет Шотландски ритуал. Членува във Великата ложа на старите, свободни и приети зидари на България и е неин велик майстор.
Женен, има три деца.
През септември 2013 г. големият му син, Роман, е арестуван за притежание на наркотици. В личния автомобил на 29-годишния мъж са открити няколко разфасовки хероин. Години наред за Роман има оперативна информация, че разпространява дрога в района на „Хиподрума“ и „Лагера“. Освен това той обичал да парадира с произхода си. Именно името му го спасява няколко пъти при конфликти в подземния свят.

## Звания
- старшина школник (1972)
- младши лейтенант (1973)
- лейтенант (1 септември 1976)
- старши лейтенант (1 септември 1979)
- капитан (3 септември 1982), предсрочно
- майор (1 септември 1987)